# 布瓦贝尔纳
布瓦贝尔纳（法語：Bois-Bernard，法語發音：[bwa bɛʁnaʁ]）是法国上法蘭西大區加来海峡省的一个市镇，属于阿拉斯区。

## 地理
布瓦贝尔纳（50°22'57"N, 2°54'41"E）面积3.97 平方千米，位于法国上法蘭西大區加来海峡省，该省份为法国北部沿海省份，西北濒北海，南至索姆省，东临北部省。
与布瓦贝尔纳接壤的市镇（或旧市镇、城区）包括：鲁夫鲁瓦、伊泽勒莱塞凯尔尚、讷维勒伊、阿什维尔、德罗库尔、弗雷努瓦昂戈埃勒。

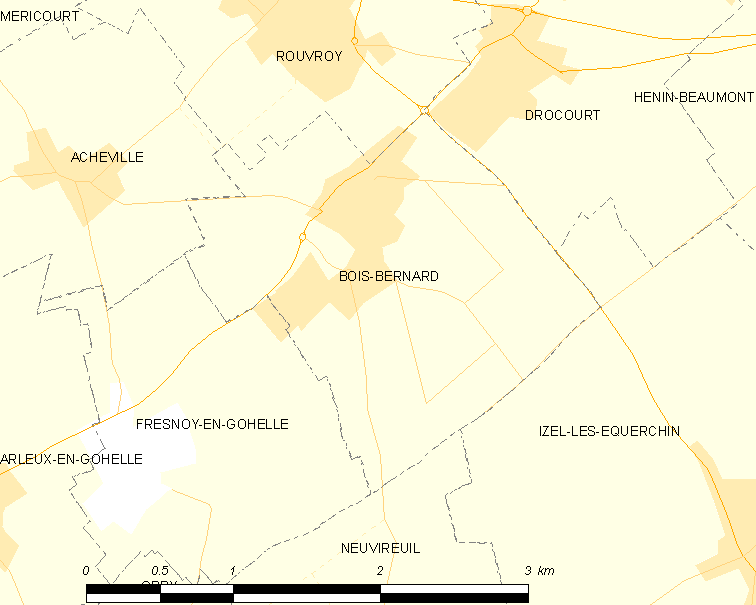
布瓦贝尔纳的OSM定位图

布瓦贝尔纳的时区为UTC+01:00、UTC+02:00（夏令时）。

## 行政
布瓦贝尔纳的邮政编码为62320，INSEE市镇编码为62148。

## 政治
布瓦贝尔纳所属的省级选区为阿尔讷县。

## 人口

1962-2008年间布瓦贝尔纳人口变化图示

布瓦贝尔纳于2022年1月1日时的人口数量为833人。